# Moderní obrana
Moderní obrana je označení pro polootevřené šachové zahájení, klasifikované pod ECO B06. Je charakterizováno tahy 1.e4 g6 2.d4 Sg7 (i když může vznikat i v jiném pořadí tahů a to 1.d4 g6 2.e4 Sg7). Černý nechá bílého vybudovat dokonalé pěšcové centrum, zatímco on si fianchetuje svého černopolného střelce. Často je hráno hráči, kteří s oblibou svého černopolného střelce fianchetují, proto to udělají okamžitě a potom až volí plán hry, v závislosti na výstavbě bílého. Možnosti obou stran jsou opravdu velmi široké. Jedná se o systém, jenž velmi často přejde do jiného zahájení, většinou do Pircovy obrany, někdy do sicilské obrany nebo královské indické obrany.